# Lotte Kliebert
Lotte Kliebert (née le 15 octobre 1887 à Wurtzbourg, morte le 27 novembre 1991 dans la même ville) est une musicienne et professeur de musique, qui développe la musique à Wurtzbourg pendant presque tout le XXe siècle et est l'une des membres de la nouvelle musique. De 1957 à 1984, elle est présidente du Tonkünstlerverband Würzburg.

## Biographie
Lotte Kliebert est la fille du compositeur Karl Kliebert, directeur de l'École royale de musique de Würzburg, fondée en 1875. Sa mère est Lotte Urlichs, la fille de l'archéologue et professeur de philologie de Wurtzbourg] Ludwig von Urlichs. En 1911, elle fonde l'Association des professeurs de musique privés de Wurtzbourg et, à la même époque, préconise dans ses cours de musique d'étudier les compositeurs de la nouvelle musique, courant de la musique contemporaine d'avant-garde. Après la Seconde Guerre mondiale, elle rétablit l'association en 1955 et en restera la présidente jusqu'en 1984.
Enfin, en 1958, Kliebert poursuit son intérêt pour la nouvelle musique en fondant le Studio für Neue Musik . Des musiciens et des professeurs de la Hochschule für Musik Würzburg qui composent ou jouent de la nouvelle musique participent aux activités du studio. L'existence du studio permet à la Hochschule für Musik Würzburg d'assumer une position de leader dans la nouvelle musique à travers l'Europe et d'attirer de nombreux compositeurs et musiciens progressistes tels que Bertold Hummel et Siegfried Fink.